# Клер Коффі
Клер Елізабет Коффі (англ. Claire Elizabeth Coffee, нар. 14 квітня 1980) — американська акторка, відома за ролі Кессі Татум у т/с Західне крило (2003), Надін Кровелл у т/с Головний госпіталь (2007-2009), Дженні Росс з т/с Франклін та Беш ( 2011-2012) та як Адалінда Шейд у т/с Грімм (2011—2017).

## Біографія
Коффі народилася в Сан-Франциско, штат Каліфорнія, і має ступінь бакалавра театральних мистецтв, який здобула під час навчання в Північно-Західному університеті. Виросла Клер у місті Монтерей, штат Каліфорнія, де відвідувала школу для дівчаток імені Святої Каталіни, брала участь у спектаклях і мюзиклах.

### Кар'єра
Отримала другорядну роль Кессі Татум у т/с «Західне крило» в 2003 році. У 2007-2009 роках грала медсестру Надін Кровелл в т/с «Головний госпіталь». Клер отримувала багато епізодичних чи незначних ролей, її можна побачити в таких телепроєктах, як: «Мертва справа», «Сильні ліки», «Кістки», «C.S.I.: Місце злочину», «Морська поліція: Спецвідділ» і «Ясновидець». Також у Коффі була другорядна роль в серіалі «Компаньйони» в 2011-2012 роках.
Але справжню популярність акторці принесла роль хитрої та цинічної відьми Адалінди Шейд з фентезійного телесеріалу «Грімм», яку вона отримала в 2011 році. У першому сезоні її поява в проекті була періодичною, але з другого Коффі підвищили вже до основного складу.
Фільмографія Клер Коффі налічує понад десять фільмів. Серед яких: «Містер Різдво», «Хороші хлопці», «Ліга», «13 могил», «Ясновидець», «Камера смертників», «Дикі штучки 3: Неограновані алмази» тощо.

## Особисте життя
Її зріст — 1,63 м. 
Клер вийшла заміж за музиканта Кріса Тайла 23 грудня 2013 р. 19 травня 2015-го Коффі оголосила про народження свого сина, Келвіна Юджина Тайла. Вона живе разом зі своїм сином і чоловіком в Портленді, Орегон, де знімається серіал «Грімм». Сім'я переїхала до Брукліна Нью-Йорк.

## Фільмографія
| Рік       | Назва                       | Роль                         | Примітки                    |
| --------- | --------------------------- | ---------------------------- | --------------------------- |
| 2001      | Розум одруженого чоловіка   | Молода дівчина               | 1 епізод                    |
| 2002      | Випадкові роки              | Деніз                        | 1 епізод                    |
| 2002      | Сила віри                   | Діса                         | 1 епізод                    |
| 2002      | Не в центрі                 | Сандра                       | 1 епізод                    |
| 2002      | Так, дорогий                | Вчителька                    | 1 епізод                    |
| 2002      | Хідден Гіллс                | Подруга Раса                 | 1 епізод                    |
| 2003      | Західне крило               | Кессі Татум                  | 3 епізоди                   |
| 2005      | Мертва справа               | Келлі Вітковські             | 1 епізод                    |
| 2006      | Сильні ліки                 | Касандра Терлі               | 1 епізод                    |
| 2006      | NCIS: Полювання на вбивць   | Ніккі Кровшов                | 1 епізод                    |
| 2006      | Кістки                      | Спеціальний агент Тріша Фінн | 1 епізод                    |
| 2006      | CSI: Місце злочину          | Сінді Дженсон                | 1 епізод                    |
| 2006      | Ясновидець                  | Саллі Рейнолдс               | 1 епізод                    |
| 2006      | Мої хлопці                  | Клер                         | 1 епізод                    |
| 2007      | C.S.I.: Місце злочину Маямі | Венді                        | 1 епізод                    |
| 2007–2009 | Головний госпіталь          | Надін Кровелл                | Головна роль                |
| 2009      | Тед Семпон: Домогосподар    | Дівчина у парку              | 1 епізод                    |
| 2009      | Ліга                        | Клер                         | 1 епізод                    |
| 2010      | Хороші хлопці               | Zoe                          | 1 епізод                    |
| 2011–2012 | Франклін та Беш             | Дженні Росс                  | Другорядна роль, 7 епізодів |
| 2011–2017 | Грімм                       | Адалінда Шейд                | Головна роль                |
| 2013      | Дорогий лікар               | Майя                         | 1 епізод                    |

| Рік  | Назва                               | Роль            | Примітки               |
| ---- | ----------------------------------- | --------------- | ---------------------- |
| 2004 | Не залишаючи слідів                 | Гілларі         |                        |
| 2004 | Американа                           | Гвен            | Телефільм              |
| 2005 | Дикі штучки 3: Неограновані алмази  | Дженні Белламі  |                        |
| 2005 | Макбрайд: Мадам, це вбивство        | Мерилін Флетчер | Телефільм              |
| 2006 | 13 могил                            | Джилліан Бекер  | Телефільм              |
| 2006 | Камера смертників                   | Міссі           | Телефільм              |
| 2008 | Середа знову                        | Ліза Олсон      |                        |
| 2008 | Примітна потужність                 | Дана            |                        |
| 2009 | Це може зруйнувати                  | Клер Кітінг     | Телефільм              |
| 2009 | Мафіозні кредитні послуги           | Джина           | Короткометражний фільм |
| 2009 | Челсі та Келсі дійсно хороші сусіди | Челсі           | Короткометражний фільм |
| 2012 | Свято Холлі                         | НХоллі Меддакс  | Телефільм              |
| 2013 | Відвідуючи Адама                    | Спенсер         |                        |
| 2016 | Солодка парочка                     | Поллі           |                        |